# 루치안 슨머르테안
루치안 이울리안 슨머르테안(루마니아어: Lucian Iulian Sânmărtean, 1980년 3월 13일 ~ )은 루마니아의 전 축구 선수로, 포지션은 공격형 미드필더 또는 윙어이다.

## 수상

### 클럽
파나티나이코스
- 알파 에스니키 (1): 2003–04
- 그리스 컵 (1): 2003–04

스테아우아 부쿠레슈티
- 리가 I (2): 2013–14, 2014–15
- 쿠파 루메네이 (1): 2014–15
- 쿠파 리지 (1): 2014–15

### 개인
- 루마니아 올해의 축구 선수: 2014;[1] 준우승: 2011